# IC 3103
IC 3103 — галактика типу * (зірка) у сузір'ї Діва.
Цей об'єкт міститься в оригінальній редакції індексного каталогу.